# Tamás Tiefenbach
Tamás Tiefenbach (* 25. Dezember 1972 in Budapest) ist ein ehemaliger ungarischer Fußballspieler und nunmehriger -trainer.

## Karriere

### Als Spieler
Tiefenbach kam zur Saison 1993/94 von Újpest Budapest in die Schweiz zum Zweitligisten FC St. Gallen, mit dem er zu Saisonende in die Nationalliga A aufstieg. Im Januar 1995 kehrte er zu Újpest zurück. Zur Saison 1996/97 wechselte er wieder nach St. Gallen, blieb jedoch ohne Einsatz.
Daraufhin wechselte er in der Winterpause jener Saison nach Österreich zum Zweitligisten SC Austria Lustenau. Bis Saisonende absolvierte er 13 Spiele für Lustenau in der 2. Division, in denen er drei Tore erzielte. Mit dem Verein konnte er als Meister in die Bundesliga aufsteigen. In seiner ersten Saison in der Bundesliga kam Tiefenbach zu 29 Einsätzen, in denen er neun Tore erzielte. In der Saison 1998/99 absolvierte er 27 Ligaspiele, in denen er fünf Tore erzielte. In der Saison 1999/2000 kam er zu 21 Bundesligaeinsätzen, in denen er drei Tore erzielte. Zu Saisonende stieg er mit den Vorarlbergern jedoch wieder in die zweithöchste Spielklasse ab.
Daraufhin wechselte Tiefenbach zur Saison 2000/01 zum Bundesligisten VfB Admira Wacker Mödling. Für die Niederösterreicher absolvierte er 18 Spiele in der Bundesliga, in denen er drei Tore erzielte. Nach einer Saison bei der Admira kehrte er zur Saison 2001/02 zum Zweitligisten Austria Lustenau zurück. In seiner ersten Saison nach seiner Rückkehr kam er zu 15 Zweitligaeinsätzen, in denen er sechs Tore erzielte. In der Saison 2002/03 absolvierte er 21 Ligaspiele und erzielte dabei vier Tore.
Zur Saison 2003/04 wechselte er zum Regionalligisten VfB Hohenems. In drei Jahren bei Hohenems kam er zu 68 Einsätzen in der Regionalliga. Zur Saison 2006/07 schloss er sich dem viertklassigen FC Bizau an. Für Bizau absolvierte er in zwei Saisonen 32 Spiele in der Vorarlbergliga. Zur Saison 2008/09 kehrte er zu Hohenems zurück, für das er in jener Saison in 26 Regionalligaspielen 16 Tore erzielte. Nach der Saison 2008/09 beendete Tiefenbach seine Karriere als Aktiver.

### Als Trainer
Tiefenbach wurde zur Saison 2014/15 Co-Trainer des Zweitligisten SC Austria Lustenau, für den er bereits als Spieler fünfeinhalb Jahre aktiv gewesen war. Nach drei Jahren bei Lustenau wechselte er zur Saison 2017/18 zum Ligakonkurrenten SV Ried, wo er Athletiktrainer von Lassaad Chabbi wurde, den er bis zu seinem Wechsel im März 2017 auch bei Lustenau unterstützt hatte.
Nach zwei Saisonen bei Ried wurde er zur Saison 2019/20 wieder Co-Trainer in Lustenau, wo er Gernot Plassnegger zur Seite stehen sollte. Nach dessen Rücktritt im September 2019 wurde er interimistisch Cheftrainer. Nach einem Spiel als Cheftrainer wurde er von Roman Mählich abgelöst. Nach der Vertragsauflösung von Mählich wurde er im Juli 2020 erneut Interimstrainer, diesmal bis Saisonende.

## Persönliches
Sein Sohn Daniel (* 1999) ist ebenfalls Fußballspieler und steht ebenfalls bei Austria Lustenau unter Vertrag.